# Zef Staku
Zef Staku (ur. 9 lutego 1922 w Szkodrze, zm. 20 kwietnia 2001) – albański poeta i tłumacz. Tłumaczył na język albański dzieła portugalskiego poety Luísa de Camõesa.

## Życiorys
7 maja 1942 roku rozpoczął wydawanie pierwszego antyfaszystowskiego czasopisma w Albanii; początkowo działało pod nazwą Zani i Lirisë, następnie pod nazwami Grupi 28 Nandori i Robni o Liri, publikował tam wiersze i artykuły dotyczące wyzwolenia Albanii.
Po II wojnie światowej był początkowo skazany za działalność narodowo-wyzwoleńczą przez reżim komunistyczny na karę śmierci, jednak wyrok zamieniono na 20 lat więzienia.

## Poezje
- Përrallat tona[2]

## Życie prywatne
Był żonaty z pisarką Lajde Staku, z którą miał troje dzieci.